# Machimus niveribarbus
Machimus niveribarbus är en tvåvingeart som först beskrevs av Luigi Bellardi 1861.  Machimus niveribarbus ingår i släktet Machimus och familjen rovflugor. Inga underarter finns listade i Catalogue of Life.